# Brita Lagerberg
Brita Lagerberg, född 16 juli 1878 i Göteborg, död 27 januari 1952, var en svensk målare.
Hon var dotter till kammarherren Adam Magnus Emanuel Lagerberg och Tekla Wahlström samt från 1924 gift med konstnären och museiintendenten Orlando Frank Montagu Ward och syster till Karin Stackelberg. Hon studerade konst vid Académie Julian i Paris och vid Frank Calderons djurkonstskola i London. Hon debuterade i en utställning med London Society of Women artists 1909 och hon medverkade vid flera tillfällen i utställningar arrangerade av Konstföreningen för södra Sverige samt i Föreningen Svenska Konstnärinnors utställningar i Stockholm, Lund och Wien. Hon var representerad i Baltiska utställningen 1914 och tillsammans med sin syster Karin Stackelberg ställde hon ut på Gummesons konsthall 1916 Hon medverkade dessutom i flera speciella utställningar av djurmålningar och levande djurutställningar. Hennes konst består huvudsakligen av djurstudier.